# アオドウガネ

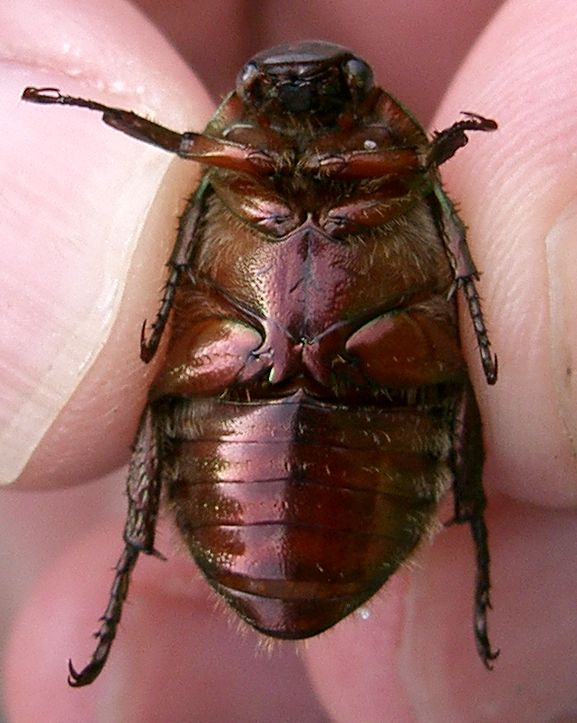
腹側

アオドウガネ（青銅鉦、Anomala albopilosa）は、甲虫目コガネムシ科の草食昆虫。

## 特徴
体長約 17 - 26mm。成虫の体型はずんぐりと丸く、前胸背板輪廓の両端は角張らない。体色は、艶が弱いが鮮やかな緑色の金属光沢を示す。琉球語（沖縄方言）ではクスブンと呼ばれる。

## 分布
日本では本州の中部地方以西、四国、九州、南西諸島等に、国外では朝鮮半島、済州島、台湾に分布するとされるが、分布域は北上する傾向にあり、関東地方でも生息数が増加している。最近では在来種であるドウガネブイブイを駆逐し、関東以南では最も普通に見られる中型コガネムシになっている。

## 分類
以下の亜種に分けられている。しかし近年になって沖縄亜種が奄美地方や先島地方に人為的に持ち込まれているとされている。
 基亜種 A. a. albopilosa - 本州の中部地方以西、四国、九州、南西諸島では屋久島が南限。国外では済州島、朝鮮半島。
 奄美亜種 A. a. gracilis - トカラ列島（悪石島、口之島、中之島、小宝島、宝島）、奄美群島（奄美大島、徳之島）。
 沖縄亜種 A. a. yashiroi - 奄美群島（沖永良部島、与論島）、沖縄諸島（沖縄島）。
 先島亜種 A. a. sakishimana - 先島諸島（宮古島、石垣島、西表島）。
 与那国島亜種 A. a. yonaguniana - 先島諸島（与那国島）。
 台湾亜種 A. a. trachypyga - 台湾。
また以下のように、各地域ごとに本種にきわめてよく似た近縁種が、同所的に分布している。
ヤマトアオドウガネ（本州～屋久島、済州島、朝鮮半島）、オオシマドウガネ（奄美大島、徳之島、沖永良部島）、リュウキュウドウガネ（沖縄諸島、石垣島、西表島）、エサキアオドウガネ（石垣島、西表島、与那国島）、ムシスジコガネ（奄美大島、徳之島、沖永良部島、沖縄諸島、石垣島、西表島、与那国島）。

## 生態
夜行性で、灯火によく飛来する。昼間は葉の裏などで休む。
成虫は5-10月にわたって出現、活動する。沖縄県の先島諸島では5-8月に、沖縄本島では5-8月に成虫が出現する。メスは夏から秋にかけて土中に産卵し、幼虫は樹木や草の根、腐葉土を食べて成長し、翌年春に蛹化、羽化する。

## 飼育
自然環境下では植物の葉などを食べるが、飼育はリンゴやメロン、ブルーベリーなどの果物のほか、カブトムシ用の昆虫ゼリーなどでも行える。

## 被害
成虫は各種広葉樹の葉を食害し、ドウガネブイブイと同じく農作物を食害する害虫として知られる。沖縄県では、テリハクサトベラ、ヤエヤマコクタン（リュウキュウコクタン）、ヤエヤマアオキ(ノニ)、ミフクラギ（オキナワキョウチクトウ）、レイシ、テリハノブドウ等の葉を集団で摂食する。
また、幼虫は土中でサトウキビの地下部を食害し、枯死に至らせる。このため、サトウキビの主要産地のひとつである沖縄県宮古島では、2006年からブラックライトを用いた誘殺灯を設置して成虫の駆除を行っている。2010年には設置した誘殺灯が固定式誘殺灯約500基、可動式誘殺灯約1,700基の合計2,200基に及び、誘殺灯による防除の結果、生息数に比例する捕獲数が毎年減少していたが、その後は破損等により設置台数が減少し、2017年度頃から発生が増加傾向にある。